# Интернет Администратор
Интернет Администратор — многофункциональное программное обеспечение для фильтрации трафика, исходящего из ЛВС в Интернет. Разработчиком является российская фирма «ООО Интернет Администратор Компани». Продукт был впервые выпущен на рынок в 2003 году, в 2005 году состоялся выход международной версии на английском языке. Основной задачей программы является контроль корпоративных пользователей в сети Интернет, ограничение их действий, в частности посещений запрещенных типов сайтов, таких как порнография, развлечения, социальные сети и тд. Среди возможностей стоит отметить наличие таких функций как: учёт и ограничение запросов по нескольким параметрам, наличие мощной системы отчетов с возможностью выгрузки данных в формат W3C, а также низкую требовательность к программно-аппаратному обеспечению.

## Важные особенности программы
- Наличие собственной контентной базы веб сайтов с ручной модерацией (база категорий iAdmin URL)
- HTTP/HTTPS прокси сервер для расшифровки SSL и TLS трафика.
- Модуль аутентификации пользователей в Active Directory
- Возможность использования в режиме Анализатор трафика, в котором система не влияет на пропускную способность сети и канала Интернет.
- Ограничение и учёт трафика по объёму загруженных данных для каждого пользователя
- Интеграция с Microsoft Internet Security and Acceleration Server и Microsoft Forefront
- Альтернативная возможность размещения центрального хранилища данных на Microsoft SQL Server
- Система отчетов с различными фильтрами
- Монитор активности по каждому пользователю
- Легкость в управлении и настройках

## Интернет Администратор для Дома
Это персональная версия, выпущенная в 2013 году. Программа обеспечивает функцию родительского контроля, устанавливается на домашний компьютер и контролирует любую активность других программ к сети Интернет. "Интернет Администратор для Дома" по своим функциям не уступает корпоративной версии и предоставляется на бесплатной основе, кроме доступа к контентной базе веб сайтов.